# Carl Meinhard

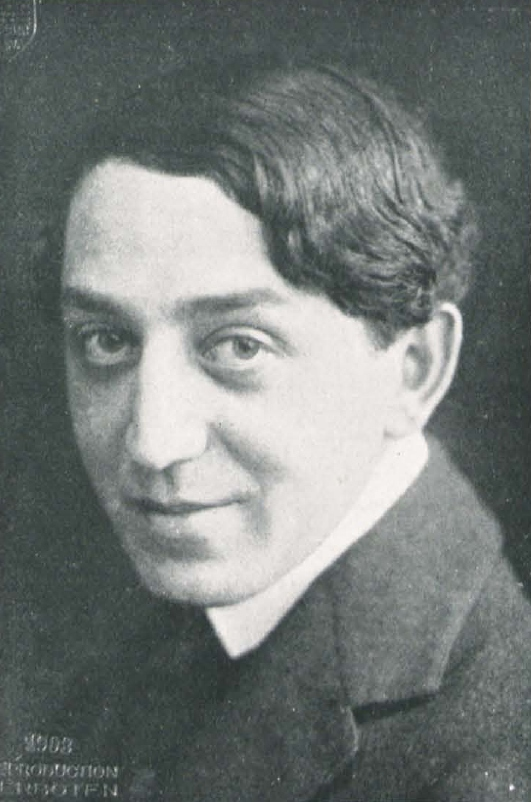
Carl Meinhard (1908)

Carl Meinhard, auch: Karl, auch: Meinhardt (geboren 28. November 1875 in Iglau, Österreich-Ungarn; gestorben 12. Februar 1949 in Buenos Aires) war ein österreichischer Schauspieler und Theaterdirektor.

## Leben
Meinhard erhielt seine künstlerische Ausbildung in seiner Heimatstadt Prag. Seit 1898 arbeitete er in Berlin unter anderem am Lessing-Theater. Zwischen 1907 und 1924 leitete er mit Rudolf Bernauer die Meinhard-Bernauer'schen Bühnen: das Berliner Theater, dazu 1911 das Hebbel-Theater, 1913 das Komödienhaus und schließlich das Theater am Nollendorfplatz.
Meinhard wirkte zwischen 1918 und 1933 in mehreren Filmen mit und war 1931 in der Crew bei der Verfilmung von Emil und die Detektive engagiert. Nach der Machtergreifung der Nationalsozialisten floh er 1933 nach Prag. 1936 wurde er nach Wien geholt, um in den Aufsichtsrat der Filmproduktionsfirma Sascha-Messter Filmfabrik einzutreten. Ende Mai 1938 floh er erneut vor den Nationalsozialisten nach Prag. Von dort wurde er am 24. Oktober 1942 in das Ghetto Theresienstadt deportiert. 1944 trat er in Kurt Gerrons Propagandafilm Theresienstadt – ein Dokumentarfilm aus dem jüdischen Siedlungsgebiet auf.
1946 wanderte Meinhard nach Argentinien aus.

## Schriften
- Die wunderlichen Geschichten des Kapellmeisters Kreisler : Phantast. Melodram nach E. T. A. Hoffmanns Leben und Erzählungen ; Musik mit teilw. Benutzung von Motiven aus Hoffmanns „Undine“ und Mozarts „Don Juan“ von E. N. von Rezniček. Text von Carl Meinhard; Rudolf Bernauer. Berlin : E. Reiss, 1922

## Filmografie (Auswahl)
- 1918: Mr. Wu
- 1919: Rausch
- 1927: Colonialskandal
- 1932: Trenck
- 1932: Unheimliche Geschichten
- 1932: Quick